# Giải đua ô tô Công thức 1 Hoa Kỳ 2023
Giải đua ô tô Công thức 1 Hoa Kỳ 2023 (tên chính thức là Formula 1 Lenovo United States Grand Prix 2023) là một chặng đua Công thức 1 được tổ chức vào ngày 22 tháng 10 năm 2023 tại trường đua Americas  ở Austin, Texas, Hoa Kỳ và là chặng đua thứ 18 của giải đua xe Công thức 1 2023.

## Bối cảnh
Tại giải đua ô tô Công thức 1 Hoa Kỳ, cuộc đua sprint thứ năm của mùa giải được tổ chức với tư cách là một phần của sự kiện này. Sprint shootout và cuộc đua sprint diễn ra vào thứ Bảy. Vòng phân hạng cho cuộc đua chính diễn ra vào thứ Sáu và cuộc đua chính vào ngày Chủ nhật.
Haas sẽ tham gia với một màu sơn đặc biệt cho chặng đua nhà của đội.
George Russell và Lando Norris tham gia chặng đua thứ 100 của họ.

### Bảng xếp hạng trước cuộc đua
Sau giải đua ô tô Công thức 1 Qatar, Max Verstappen dẫn đầu bảng xếp hạng các tay đua trước Sergio Pérez (224 điểm) và Lewis Hamilton (194 điểm) với 433 điểm. Tại bảng xếp hạng các đội đua, Red Bull Racing dẫn đầu Mercedes (326 điểm) và Ferrari (298 điểm) với 657 điểm.

### Lựa chọn bộ lốp
Nhà cung cấp lốp xe Pirelli cung cấp các bộ lốp hạng C2, C3 và C4 (được chỉ định lần lượt là cứng, trung bình và mềm) để các đội sử dụng tại sự kiện này.

### Thay đổi tay đua
Daniel Ricciardo trở lại chỗ đua của mình tại AlphaTauri sau khi được thay thế bởi Liam Lawson kể từ giải đua ô tô Công thức 1 Hà Lan cho đến chặng đua trước đó ở Qatar.

## Tường thuật

### Buổi tập
Trong buổi tập đầu tiên và duy nhất, Max Verstappen lập thời gian nhanh nhất với 1:35,912 phút trước Charles Leclerc và Lewis Hamilton.

### Vòng phân hạng
Vòng phân hạng bao gồm ba phần với thời gian tổng cộng là 45 phút. Trong phần đầu tiên (Q1), các tay đua có 18 phút để tiếp tục tham gia phần thứ hai vòng phân hạng. Tất cả các tay đua đạt được thời gian trong phần đầu tiên với thời gian tối đa 107% thời gian nhanh nhất được phép tham gia cuộc đua. 15 tay đua nhanh nhất lọt vào phần tiếp theo. Hamilton là tay đua nhanh nhất Q1 và sau khi Q1 kết thúc, Nico Hülkenberg, cả hai tay đua Aston Martin và cả hai tay đua Williams đều bị loại. Đây là lần đầu tiên trong mùa giải này Alonso bị loại khỏi Q1.
Phần thứ hai (Q2) kéo dài 15 phút và mười tay đua nhanh nhất của phần này đi tiếp vào phần thứ ba và cuối cùng của vòng phân hạng (Q3). Leclerc là tay đua nhanh nhất Q2 và sau khi Q2 kết thúc, cả hai tay đua AlphaTauri, cả hai tay đua Alfa Romeo và Kevin Magnussen bị loại.
Phần thứ ba (Q3) kéo dài 12 phút, trong đó mười vị trí xuất phát đầu tiên cho cuộc đua chính được xác định sẵn. Leclerc giành vị trí pole với thời gian nhanh nhất là 1:34,723 phút trước Lando Norris và Hamilton. Anh được hưởng lợi vị trí pole sau khi thời gian của Verstappen vi phạm giới hạn đường đua tại khúc cua số 19 mặc dù Verstappen đã có thể giành vị trí pole của mình với thời gian đó. Ngoài ra, đó là vị trí pole thứ 21 trong sự nghiệp của Leclerc.

### Sprint shootout
Sprint shootout bao gồm ba phần với thời gian tổng cộng là 30 phút. Trong phần đầu tiên (SQ1), các tay đua có 12 phút để tiếp tục tham gia phần thứ hai của sprint shootout và tham gia cuộc đua sprint. 15 tay đua nhanh nhất lọt vào phần tiếp theo. Verstappen là tay đua nhanh nhất SQ1 và sau khi SQ1 kết thúc, cả hai tay đua Haas, Magnussen, Valtteri Bottas, Yuki Tsunoda và Logan Sargeant bị loại.
Phần thứ hai (SQ2) kéo dài 10 phút và mười tay đua nhanh nhất của phần này đi tiếp vào phần thứ ba và cuối cùng của sprint shootout (SQ3). Verstappen là tay đua nhanh nhất SQ2 và sau khi SQ2 kết thúc, Daniel Ricciardo, cả hai tay đua Aston Martin, Esteban Ocon và Chu Quán Vũ bị loại.
Phần thứ ba (Q3) kéo dài 8 phút, trong đó mười vị trí xuất phát đầu tiên cho cuộc đua sprint được xác định sẵn. Verstappen giành vị trí pole cho cuộc đua sprint với thời gian nhanh nhất là 1:34,538 phút trước Leclerc và Hamilton.

### Cuộc đua sprint
Verstappen đã giành chiến thắng cuộc đua sprint trước Hamilton và Leclerc. Lance Stroll đã phải bỏ cuộc vì phanh gặp vấn đề. Các tay đua còn lại ghi điểm trong cuộc đua sprint là Norris, Sergio Pérez, Carlos Sainz Jr., Pierre Gasly và George Russell.

### Cuộc đua chính
Trước cuộc đua, cả hai tay đua của Haas và cả hai tay đua của Aston Martin phải bắt đầu cuộc đua của họ từ làn pit vì cả bốn chiếc xe đều được chuyển đổi trong điều kiện parc fermé.
Verstappen giành chiến thắng cuộc đua chính trước Hamilton và Norris sau khi xuất phát từ vị trí thứ sáu. Đây cũng là chiến thắng thứ 50 trong sự nghiệp của Verstappen. Các tay đua còn lại ghi điểm trong cuộc đua chính là Sainz Jr., Pérez, Leclerc, Russell, Gasly, Stroll và Tsunoda. Tsunoda cũng lần đầu tiên trong sự nghiệp đạt được vòng đua nhanh nhất và anh đã giành được thêm một điểm. Sau cuộc đua, kết quả của Hamilton và Leclerc đều bị hủy do tấm ván ở gầm xe quá mỏng so với quy luật. Do đó, tất cả các tay đua đều được tiến lên hai vị trí. Sainz Jr. do đó tiến lên vị trí thứ ba, Pérez đứng thứ tư và Russell đứng thứ năm. Gasly tiến lên thứ 6, Stroll lên thứ 7 và Tsunoda lên thứ 8. Cả hai tay đua Williams, Albon và Sargeant, tiến lên thứ 9 và 10. Đối với Sargeant, đây là lần đầu tiên anh ghi điểm tại Công thức 1.

## Kết quả

### Vòng phân hạng
| Vị trí                   | Số xe | Tay đua          | Đội đua                      | Q1       | Q2       | Q3       | Vị trí xuất phát |
| ------------------------ | ----- | ---------------- | ---------------------------- | -------- | -------- | -------- | ---------------- |
| 1                        | 16    | Charles Leclerc  | Ferrari                      | 1:36,061 | 1:35,004 | 1:34,723 | 1                |
| 2                        | 4     | Lando Norris     | McLaren-Mercedes             | 1:35,110 | 1:35,441 | 1:34,853 | 2                |
| 3                        | 44    | Lewis Hamilton   | Mercedes                     | 1:35,091 | 1:35,240 | 1:34,862 | 3                |
| 4                        | 55    | Carlos Sainz Jr. | Ferrari                      | 1:35,824 | 1:35,302 | 1:34,945 | 4                |
| 5                        | 63    | George Russell   | Mercedes                     | 1:36,165 | 1:35,606 | 1:35,079 | 5                |
| 6                        | 1     | Max Verstappen   | Red Bull Racing-Honda RBPT   | 1:35,346 | 1:35,008 | 1:35,081 | 6                |
| 7                        | 10    | Pierre Gasly     | Alpine-Renault               | 1:36,158 | 1:35,496 | 1:35,089 | 7                |
| 8                        | 31    | Esteban Ocon     | Alpine-Renault               | 1:36,131 | 1:35,413 | 1:35,154 | 8                |
| 9                        | 11    | Sergio Pérez     | Red Bull Racing-Honda RBPT   | 1:35,989 | 1:35,679 | 1:35,173 | 9                |
| 10                       | 81    | Oscar Piastri    | McLaren-Mercedes             | 1:36,064 | 1:35,576 | 1:35,467 | 10               |
| 11                       | 22    | Yuki Tsunoda     | AlphaTauri-Honda RBPT        | 1:35,913 | 1:35,697 | –        | 11               |
| 12                       | 24    | Chu Quán Vũ      | Alfa Romeo-Ferrari           | 1:36,052 | 1:35,698 | –        | 12               |
| 13                       | 77    | Valtteri Bottas  | Alfa Romeo-Ferrari           | 1:36,082 | 1:35,858 | –        | 13               |
| 14                       | 20    | Kevin Magnussen  | Haas-Ferrari                 | 1:36,009 | 1:35,880 | –        | Làn pit1         |
| 15                       | 3     | Daniel Ricciardo | AlphaTauri-Honda RBPT        | 1:36,213 | 1:35,974 | –        | 14               |
| 16                       | 27    | Nico Hülkenberg  | Haas-Ferrari                 | 1:36,235 | –        | –        | Làn pit2         |
| 17                       | 14    | Fernando Alonso  | Aston Martin Aramco-Mercedes | 1:36,268 | –        | –        | Làn pit3         |
| 18                       | 23    | Alexander Albon  | Williams-Mercedes            | 1:36,315 | –        | –        | 15               |
| 19                       | 18    | Lance Stroll     | Aston Martin Aramco-Mercedes | 1:36,589 | –        | –        | Làn pit4         |
| 20                       | 2     | Logan Sargeant   | Williams-Mercedes            | 1:36,827 | –        | –        | 16               |
| Thời gian 107%: 1:41,747 |       |                  |                              |          |          |          |                  |

Chú thích
- ^1  – Kevin Magnussen vượt qua vòng phân hạng ở vị trí thứ 14, nhưng anh được yêu cầu xuất phát từ làn pit vì các yếu tố có thông số kỹ thuật khác với những thông số kỹ thuật được sử dụng ban đầu đã được lắp trên xe của anh trong điều kiện parc fermé.[15]
- ^2  – Nico Hülkenberg vượt qua vòng phân hạng ở vị trí thứ 16, nhưng anh được yêu cầu xuất phát từ đường pit vì các yếu tố có thông số kỹ thuật khác với những thông số kỹ thuật được sử dụng ban đầu đã được lắp trên xe của anh trong điều kiện parc fermé.[15]
- ^3  – Fernando Alonso vượt qua vòng phân hạng ở vị trí thứ 17, nhưng anh được yêu cầu xuất phát từ đường pit vì các yếu tố có thông số kỹ thuật khác với những thông số kỹ thuật được sử dụng ban đầu đã được lắp trên xe của anh trong điều kiện parc fermé.[15]
- ^4  – Lance Stroll vượt qua vòng phân hạng ở vị trí thứ 19, nhưng anh được yêu cầu xuất phát từ đường pit vì các yếu tố có thông số kỹ thuật khác với những thông số kỹ thuật được sử dụng ban đầu đã được lắp trên xe của anh trong điều kiện parc fermé.[15]

### Sprint shootout
| Vị trí                   | Số xe | Tay đua          | Đội đua                      | SQ1       | SQ2      | SQ3      | Vị trí xuất phát |
| ------------------------ | ----- | ---------------- | ---------------------------- | --------- | -------- | -------- | ---------------- |
| 1                        | 1     | Max Verstappen   | Red Bull Racing-Honda RBPT   | 1:35,997  | 1:35,181 | 1:34,538 | 1                |
| 2                        | 16    | Charles Leclerc  | Ferrari                      | 1:35,999  | 1:35,386 | 1:34,593 | 2                |
| 3                        | 44    | Lewis Hamilton   | Mercedes                     | 1:36,393  | 1:35,887 | 1:34,607 | 3                |
| 4                        | 4     | Lando Norris     | McLaren-Mercedes             | 1:36,499  | 1:35,594 | 1:34,639 | 4                |
| 5                        | 81    | Oscar Piastri    | McLaren-Mercedes             | 1:36,703  | 1:35,753 | 1:34,894 | 5                |
| 6                        | 55    | Carlos Sainz Jr. | Ferrari                      | 1:36,268  | 1:35,542 | 1:34,939 | 6                |
| 7                        | 11    | Sergio Pérez     | Red Bull Racing-Honda RBPT   | 1:36,347  | 1:35,718 | 1:35,041 | 7                |
| 8                        | 63    | George Russell   | Mercedes                     | 1:36,281  | 1:35,847 | 1:35.199 | 111              |
| 9                        | 23    | Alexander Albon  | Williams-Mercedes            | 1:36,230  | 1:35,947 | 1:35,366 | 8                |
| 10                       | 10    | Pierre Gasly     | Alpine-Renault               | 1:36,595  | 1:35,785 | 1:35,897 | 9                |
| 11                       | 3     | Daniel Ricciardo | AlphaTauri-Honda RBPT        | 1:36,737  | 1:35,978 | –        | 10               |
| 12                       | 14    | Fernando Alonso  | Aston Martin Aramco-Mercedes | 1:36,365  | 1:36,087 | –        | 12               |
| 13                       | 31    | Esteban Ocon     | Alpine-Renault               | 1:36,372  | 1:36,137 | –        | 13               |
| 14                       | 18    | Lance Stroll     | Aston Martin Aramco-Mercedes | 1:36,575  | 1:36,181 | –        | 14               |
| 15                       | 24    | Chu Quán Vũ      | Alfa Romeo-Ferrari           | 1:36,554  | 1:36,182 | –        | 15               |
| 16                       | 27    | Nico Hülkenberg  | Haas-Ferrari                 | 1:36,749  | –        | –        | 16               |
| 17                       | 20    | Kevin Magnussen  | Haas-Ferrari                 | 1:36,9222 | –        | –        | 17               |
| 18                       | 77    | Valtteri Bottas  | Alfa Romeo-Ferrari           | 1:36,9222 | –        | –        | 18               |
| 19                       | 22    | Yuki Tsunoda     | AlphaTauri-Honda RBPT        | 1:36,945  | –        | –        | 19               |
| 20                       | 2     | Logan Sargeant   | Williams-Mercedes            | 1:37,186  | –        | –        | 20               |
| Thời gian 107%: 1:42,716 |       |                  |                              |           |          |          |                  |

Chú thích
- ^1  – George Russell bị tụt ba vị trí do cản trở Charles Leclerc tại SQ1.[16][17]
- ^2  – Kevin Magnussen and Valtteri Bottas lập thời gian giống hệt nhau tại SQ1. Magnussen đứng trước Bottas vì anh đã lập thời gian sớm hơn.[16]

### Cuộc đua sprint
| Vị trí                                                                                       | Số xe | Tay đua          | Đội đua                      | Số vòng | Thời gian/ Bỏ cuộc | Vị trí xuất phát | Số điểm |
| -------------------------------------------------------------------------------------------- | ----- | ---------------- | ---------------------------- | ------- | ------------------ | ---------------- | ------- |
| 1                                                                                            | 1     | Max Verstappen   | Red Bull Racing-Honda RBPT   | 19      | 31:30,849          | 1                | 8       |
| 2                                                                                            | 44    | Lewis Hamilton   | Mercedes                     | 19      | + 9,465            | 3                | 7       |
| 3                                                                                            | 16    | Charles Leclerc  | Ferrari                      | 19      | + 17,987           | 2                | 6       |
| 4                                                                                            | 4     | Lando Norris     | McLaren-Mercedes             | 19      | + 18,863           | 4                | 5       |
| 5                                                                                            | 11    | Sergio Pérez     | Red Bull Racing-Honda RBPT   | 19      | + 22,928           | 7                | 4       |
| 6                                                                                            | 55    | Carlos Sainz Jr. | Ferrari                      | 19      | + 28,307           | 6                | 3       |
| 7                                                                                            | 10    | Pierre Gasly     | Alpine-Renault               | 19      | + 32,403           | 9                | 2       |
| 8                                                                                            | 63    | George Russell   | Mercedes                     | 19      | + 34,2501          | 11               | 1       |
| 9                                                                                            | 23    | Alexander Albon  | Williams-Mercedes            | 19      | + 34,567           | 8                |         |
| 10                                                                                           | 81    | Oscar Piastri    | McLaren-Mercedes             | 19      | + 42,403           | 5                |         |
| 11                                                                                           | 31    | Esteban Ocon     | Alpine-Renault               | 19      | + 44,986           | 13               |         |
| 12                                                                                           | 3     | Daniel Ricciardo | AlphaTauri-Honda RBPT        | 19      | + 45,509           | 10               |         |
| 13                                                                                           | 14    | Fernando Alonso  | Aston Martin Aramco-Mercedes | 19      | + 49,086           | 12               |         |
| 14                                                                                           | 22    | Yuki Tsunoda     | AlphaTauri-Honda RBPT        | 19      | + 49,733           | 19               |         |
| 15                                                                                           | 27    | Nico Hülkenberg  | Haas-Ferrari                 | 19      | + 56,650           | 16               |         |
| 16                                                                                           | 77    | Valtteri Bottas  | Alfa Romeo-Ferrari           | 19      | + 1:04,401         | 18               |         |
| 17                                                                                           | 24    | Chu Quán Vũ      | Alfa Romeo-Ferrari           | 19      | + 1:07,9722        | 15               |         |
| 18                                                                                           | 20    | Kevin Magnussen  | Haas-Ferrari                 | 19      | + 1:11,122         | 17               |         |
| 19                                                                                           | 2     | Logan Sargeant   | Williams-Mercedes            | 19      | + 1:11,449         | 20               |         |
| Bỏ cuộc                                                                                      | 18    | Lance Stroll     | Aston Martin Aramco-Mercedes | 16      | Phanh              | 14               |         |
| Vòng đua nhanh nhất: Max Verstappen (Red Bull Racing-Honda RBPT) – 1:39,060 (vòng đua thứ 2) |       |                  |                              |         |                    |                  |         |

Chú thích
- ^1  – George Russell về đích ở vị trí thứ 7 nhưng bị tụt xuống vị trí thứ 8 do nhận một án phạt 5 giây vì đi chệch đường đua không cho phép.[18]
- ^2  – Chu Quán Vũ về đích ở vị trí thứ 16 nhưng bị tụt xuống vị trí thứ 17 do nhận một án phạt 5 giây vì vi phạm giới hạn đường đua.[18]

### Cuộc đua chính
| Vị trí                                                                                        | Số xe | Tay đua          | Đội đua                      | Số vòng | Thời gian/ Bỏ cuộc | Vị trí xuất phát | Số điểm |
| --------------------------------------------------------------------------------------------- | ----- | ---------------- | ---------------------------- | ------- | ------------------ | ---------------- | ------- |
| 1                                                                                             | 1     | Max Verstappen   | Red Bull Racing-Honda RBPT   | 56      | 1:35:21,362        | 6                | 25      |
| 2                                                                                             | 4     | Lando Norris     | McLaren-Mercedes             | 56      | + 10,730           | 2                | 18      |
| 3                                                                                             | 55    | Carlos Sainz Jr. | Ferrari                      | 56      | + 15,134           | 4                | 15      |
| 4                                                                                             | 11    | Sergio Pérez     | Red Bull Racing-Honda RBPT   | 56      | + 18,460           | 9                | 12      |
| 5                                                                                             | 63    | George Russell   | Mercedes                     | 56      | + 24,999           | 5                | 10      |
| 6                                                                                             | 10    | Pierre Gasly     | Alpine-Renault               | 56      | + 47,996           | 7                | 8       |
| 7                                                                                             | 18    | Lance Stroll     | Aston Martin Aramco-Mercedes | 56      | + 48,696           | Làn pit          | 6       |
| 8                                                                                             | 22    | Yuki Tsunoda     | AlphaTauri-Honda RBPT        | 56      | + 1:14,385         | 11               | 51      |
| 9                                                                                             | 23    | Alexander Albon  | Williams-Mercedes            | 56      | + 1:26,7142        | 15               | 2       |
| 10                                                                                            | 2     | Logan Sargeant   | Williams-Mercedes            | 56      | + 1:27,998         | 16               | 1       |
| 11                                                                                            | 27    | Nico Hülkenberg  | Haas-Ferrari                 | 56      | + 1:29,904         | Làn pit          |         |
| 12                                                                                            | 77    | Valtteri Bottas  | Alfa Romeo-Ferrari           | 56      | + 1:38,601         | 13               |         |
| 13                                                                                            | 24    | Chu Quán Vũ      | Alfa Romeo-Ferrari           | 56      | + 1 vòng           | 12               |         |
| 14                                                                                            | 20    | Kevin Magnussen  | Haas-Ferrari                 | 55      | + 1 vòng           | Làn pit          |         |
| 15                                                                                            | 3     | Daniel Ricciardo | AlphaTauri-Honda RBPT        | 55      | + 1 vòng           | 14               |         |
| Bỏ cuộc                                                                                       | 14    | Fernando Alonso  | Aston Martin Aramco-Mercedes | 49      | Gầm xe             | Làn pit          |         |
| Bỏ cuộc                                                                                       | 81    | Oscar Piastri    | McLaren-Mercedes             | 10      | Máy toả nhiệt hỏng | 10               |         |
| Bỏ cuộc                                                                                       | 31    | Esteban Ocon     | Alpine-Renault               | 6       | Xe hỏng do va chạm | 8                |         |
| Bị loại                                                                                       | 44    | Lewis Hamilton   | Mercedes                     | 56      | Tấm ván3           | 3                |         |
| Bị loại                                                                                       | 16    | Charles Leclerc  | Ferrari                      | 56      | Tấm ván3           | 1                |         |
| Vòng đua nhanh nhất: Max Verstappen (Red Bull Racing-Honda RBPT) – 1:38,139 (vòng đua thứ 56) |       |                  |                              |         |                    |                  |         |
| Tay đua xuất sắc nhất cuộc đua: Lando Norris (McLaren-Mercedes), 26% số phiếu bầu             |       |                  |                              |         |                    |                  |         |

Chú thích
- ^1  – Bao gồm một điểm cho vòng đua nhanh nhất.[20]
- ^2  – Alexander Albon nhận một án phạt 5 giây vì vi phạm giới hạn đường đua. Vị trí về đích của anh không bị thay đổi.[21]
- ^3  – Lewis Hamilton và Charles Leclerc lần lượt về đích ở vị trí thứ hai và thứ sáu nhưng họ bị loại vì tấm ván dưới gầm xe của họ bị mòn quá mức so với quy luật.[13][21]

## Bảng xếp hạng sau cuộc đua

### Bảng xếp hạng các tay đua
| Vị trí | Tay đua          | Đội đua                      | Số điểm | Thay đổi vị trí |
| ------ | ---------------- | ---------------------------- | ------- | --------------- |
| 1      | Max Verstappen*  | Red Bull Racing-Honda RBPT*  | 466     | +/-0            |
| 2      | Sergio Pérez     | Red Bull Racing-Honda RBPT   | 240     | +/-0            |
| 3      | Lewis Hamilton   | Mercedes                     | 201     | +/-0            |
| 4      | Fernando Alonso  | Aston Martin Aramco-Mercedes | 183     | +/-0            |
| 5      | Carlos Sainz Jr. | Ferrari                      | 171     | +/-0            |
| 6      | Lando Norris     | McLaren-Mercedes             | 159     | 1               |
| 7      | Charles Leclerc  | Ferrari                      | 151     | 1               |
| 8      | George Russell   | Mercedes                     | 143     | +/-0            |
| 9      | Oscar Piastri    | McLaren-Mercedes             | 83      | +/-0            |
| 10     | Pierre Gasly     | Alpine-Renault               | 56      | 1               |

- Lưu ý: Chỉ có mười vị trí đứng đầu được liệt kê trong bảng xếp hạng này.
- Các tay đua/đội đua được in đậm và đánh dấu hoa thị là nhà vô địch Giải đua xe Công thức 1 2023.

### Bảng xếp hạng các đội đua
| Vị trí | Đội đua                      | Số điểm | Thay đổi vị trí |
| ------ | ---------------------------- | ------- | --------------- |
| 1      | Red Bull Racing-Honda RBPT   | 706     | +/-0            |
| 2      | Mercedes                     | 344     | +/-0            |
| 3      | Ferrari                      | 322     | +/-0            |
| 4      | McLaren-Mercedes             | 242     | 1               |
| 5      | Aston Martin Aramco-Mercedes | 236     | 1               |
| 6      | Alpine-Renault               | 100     | +/-0            |
| 7      | Williams-Mercedes            | 26      | +/-0            |
| 8      | Alfa Romeo-Ferrari           | 16      | +/-0            |
| 9      | Haas-Ferrari                 | 12      | +/-0            |
| 10     | AlphaTauri-Honda RBPT        | 10      | +/-0            |